# Saint-Geours-de-Maremne
Saint-Geours-de-Maremne (okzitanisch: Sent-Jors de Maremne) ist eine französische Gemeinde mit 2.946 Einwohnern (Stand: 1. Januar 2022) im Département Landes in der Region Nouvelle-Aquitaine. Sie gehört zum Arrondissement Dax und zum Kanton Marensin-Sud.

## Geographie
Die Gemeinde Saint-Geours-de-Maremne liegt etwa 14 Kilometer westlich von Dax. Der Fluss Adour bildet die südöstliche Gemeindegrenze. Umgeben wird Saint-Geours-de-Maremne von den Nachbargemeinden Magescq im Norden, Rivière-Saas-et-Gourby und Saubusse im Osten und Südosten, Orist im Südosten, Josse im Süden, Saint-Vincent-de-Tyrosse im Südwesten, Tosse im Westen sowie Soustons im Nordwesten.
Durch die Gemeinde führen die Autoroute A63, die frühere Route nationale 124 (heutige D 824) und die frühere Route nationale 10 (heutige D 810). Der Bahnhof der Gemeinde liegt an der Bahnstrecke Bordeaux–Irun.

## Bevölkerungsentwicklung
| Jahr                       | 1962 | 1968 | 1975 | 1982 | 1990 | 1999 | 2006 | 2014 | 2021 |
| -------------------------- | ---- | ---- | ---- | ---- | ---- | ---- | ---- | ---- | ---- |
| Einwohner                  | 1194 | 1237 | 1254 | 1234 | 1434 | 1666 | 1918 | 2546 | 2868 |
| Quellen: Cassini und INSEE |      |      |      |      |      |      |      |      |      |

## Sehenswürdigkeiten
- Kirche Saint-Georges (Monument historique)
- Lavoir
- Wasserturm

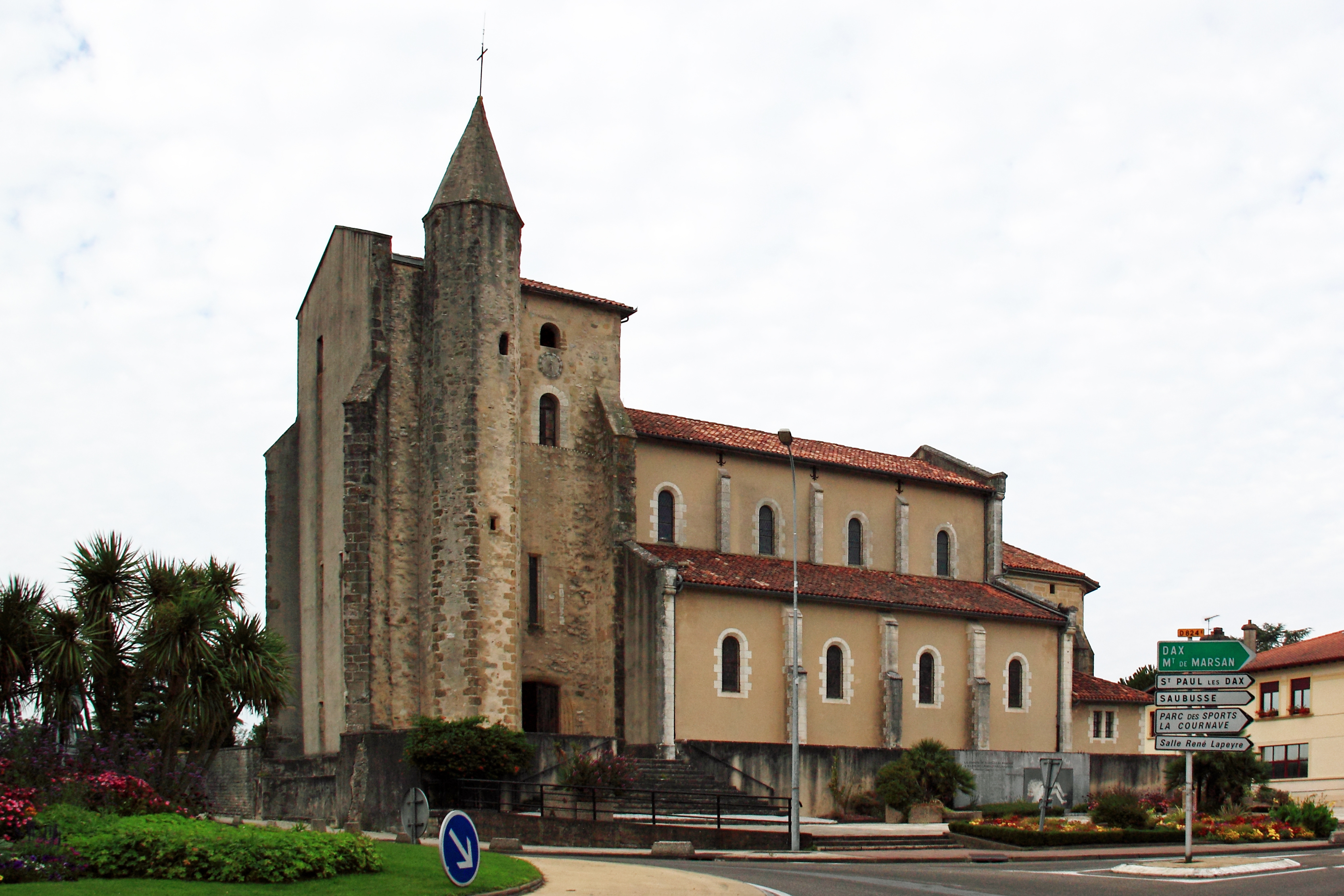
Kirche Saint-Georges
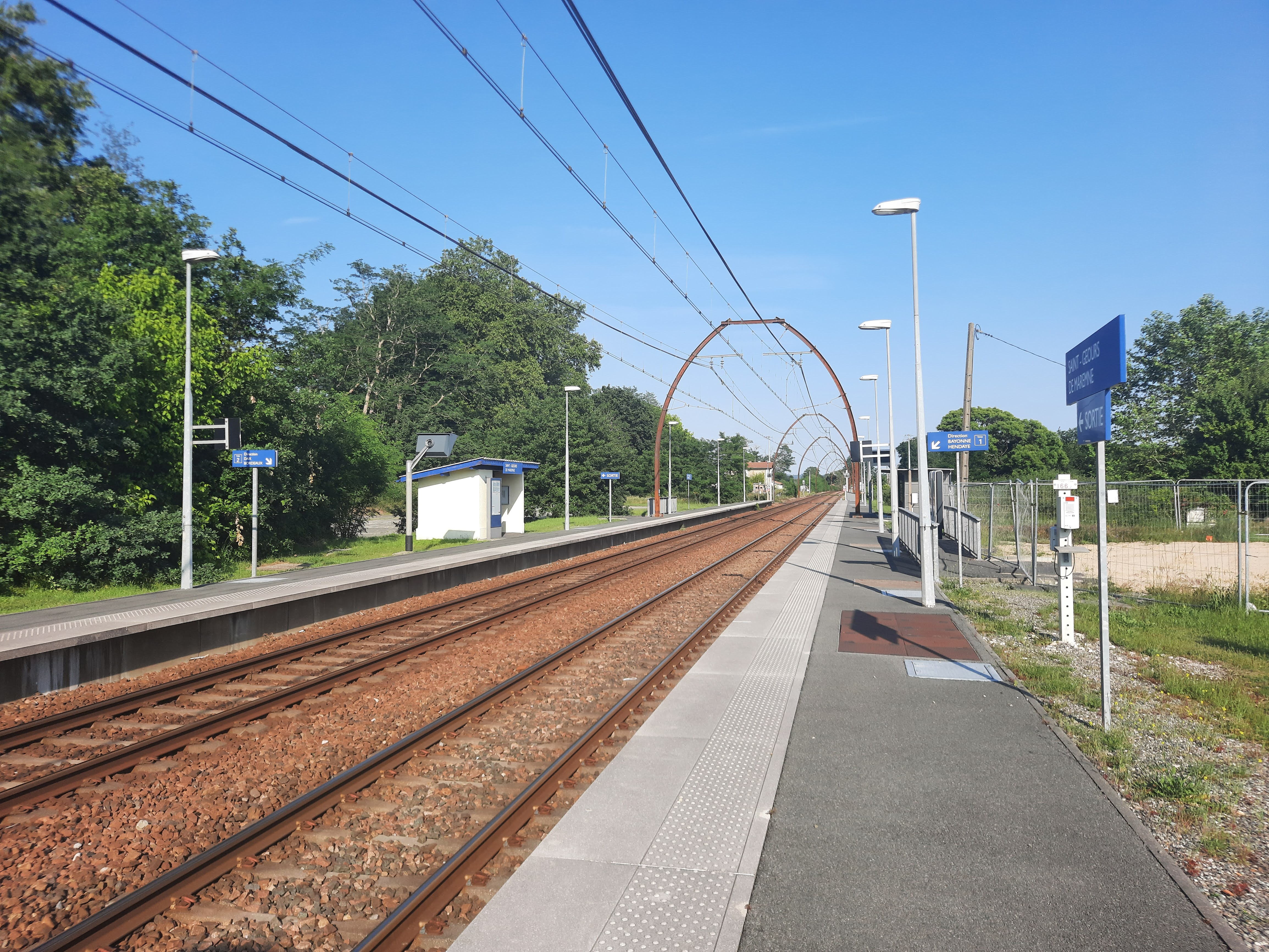
Bahnhalt
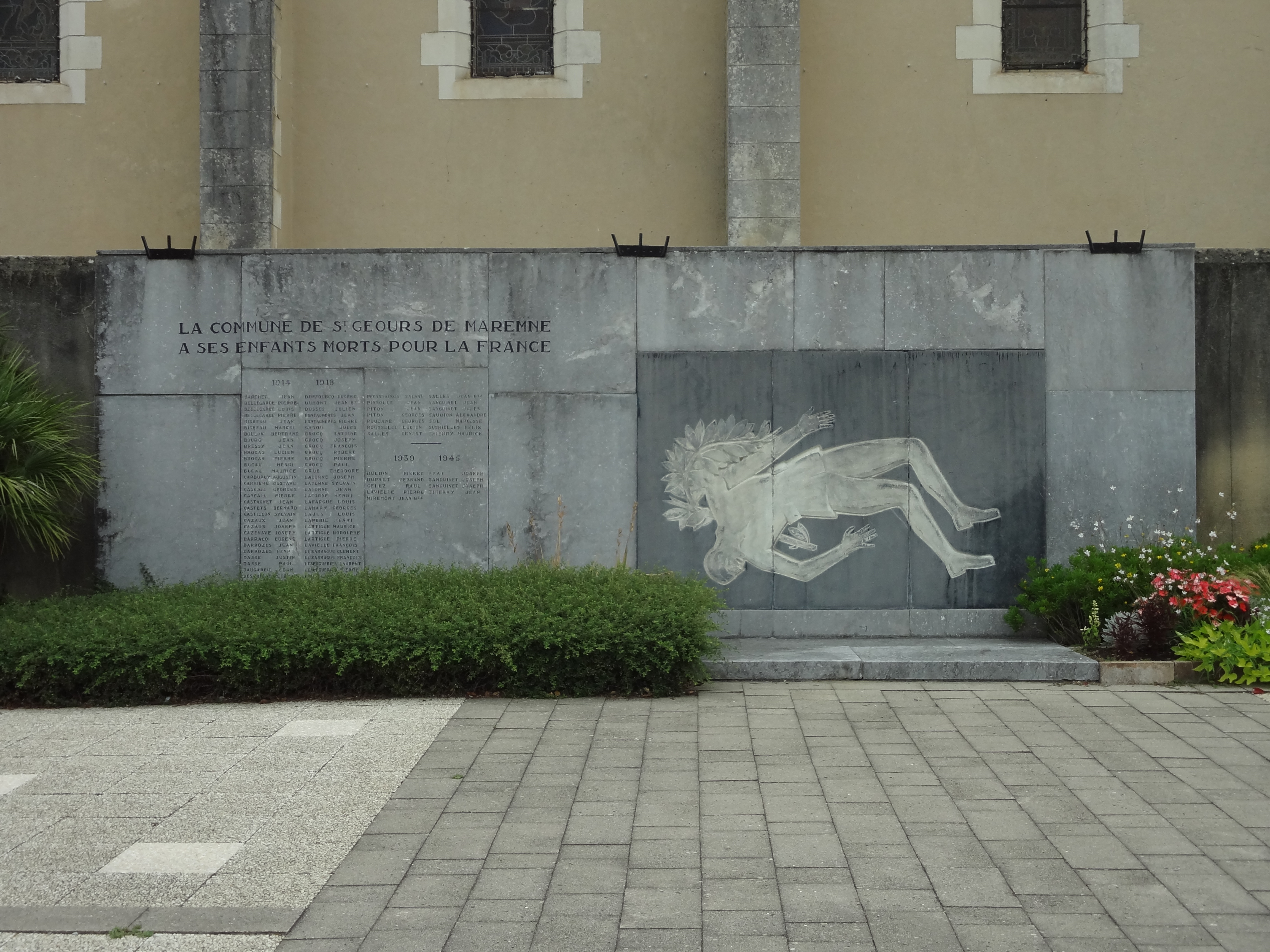
Gefallenendenkmal

## Persönlichkeiten
- Guy Lapébie (1916–2010), Radrennfahrer